# Bezprzewodowe USB
Bezprzewodowe USB, WUSB (ang. wireless USB) – szerokopasmowy, o krótkim zasięgu protokół komunikacji bezprzewodowej pozwalający jeszcze bardziej zwiększyć dostępność standardu USB. Łączy on dużą przepustowość danych i prostotę użycia, charakterystyczną dla portów USB 2.0 i 3.0, z techniką bezprzewodową. Standard Certified Wireless USB oparty jest na technice Ultra WideBand, posiada zdolności przesyłania danych z szybkością 480 Mbit/s na odległość 3 metrów lub 110 Mbit/s nie dalej niż na 10 m, a przystosowany jest do pracy w zakresie od 3,1 do 10,6 GHz. Jego następca Certified Wireless USB 1.1 przewiduje już pracę z prędkością 1 Gbit/s, wykorzystując częstotliwości powyżej 60 GHz, a także obsługę dłuższych kodów PIN i większej liczby języków, oraz mniejsze zużycie energii.
Rozwiązanie bezprzewodowego USB znane jest także pod nazwą WUSB, jednak organizacja USB Implementers Forum nie zaleca jej używania, proponując w zamian nazwę Certified Wireless USB dla odróżnienia jej od konkurencyjnych rozwiązań działających na podobnych zasadach. 

## Zastosowanie
Bezprzewodowe USB może być stosowane w urządzeniach, które obecnie podłączane są przez typowy port USB, na przykład kontrolerach gier, drukarkach, skanerach, cyfrowych aparatach fotograficznych i kamerach, dyskach twardych oraz pamięciach flash. Coraz częściej ta technika komunikacji używana jest przez karty Wi-Fi oraz bezprzewodowe myszki i klawiatury. Może być również wykorzystywana do przesyłania strumieni wideo.